# Lubuszanin Drezdenko
Lubuszanin Drezdenko – polski klub piłkarski z siedzibą w Drezdenku, powstały 17 czerwca 1946 roku. Wiosną 1949 Lubuski KS Drezdenko dokonał fuzji z ZZK Krzyż Wielkopolski. Obecnie występuje w rozgrywkach IV ligi, gr. lubuskiej.

## Sukcesy
- Udział w barażach o awans do II ligi – 1990/91
- 2. miejsce w III lidze – 1990/91
- 1/16 finału Pucharu Polski – 1985/86, 1996/97
- Puchar Polski OZPN Gorzów Wlkp. – 1984/85, 1995/96, 1998/99

## Stadion
Lubuszanin domowe mecze rozgrywa na Stadionie Miejskim im. Józefa Nojiego w Drezdenku. Dane techniczne obiektu:
- pojemność: 1000 (550 miejsc siedzących)
- oświetlenie: brak
- wymiary boiska: 102 m × 66 m
- rekordowa frekwencja: 7500

## Reprezentanci kraju w barwach klubu
- Łukasz Fabiański
- Radosław Cierzniak

## Sezon po sezonie Lubuszanina Drezdenko
| Sezon     | Liga                                                                          | Miejsce | Mecze | Punkty | Bramki | Nazwy klubu              |
| --------- | ----------------------------------------------------------------------------- | ------- | ----- | ------ | ------ | ------------------------ |
| 1946/1947 | Klasa C (Gorzów Wielkopolski)                                                 |         |       |        |        | LKS Drezdenko            |
| 1947/1948 | Klasa C (Gorzów Wielkopolski)                                                 |         |       |        |        | LKS Drezdenko            |
| 1948/1949 | Klasa C (Gorzów Wielkopolski)                                                 | 4       | 8     | 6      | 13-22  | LKS Drezdenko            |
| 1949/1950 | Klasa C (Gorzów Wielkopolski)                                                 |         |       |        |        | Gwardia Drezdenko        |
| 1950      | Klasa B (Gorzów Wielkopolski)                                                 |         |       |        |        | Gwardia Drezdenko        |
| 1951      |                                                                               |         |       |        |        | Unia Drezdenko           |
| 1952      |                                                                               |         |       |        |        | Unia Drezdenko           |
| 1953      |                                                                               |         |       |        |        | Unia Drezdenko           |
| 1954      | Klasa B (Gorzów Wielkopolski)                                                 | 5       | 24    | 32     | 53-35  | LZS Lubuszanin Drezdenko |
| 1955      | Klasa B (Gorzów Wielkopolski)                                                 | 1       | 22    | 37     | 81-18  | LZS Lubuszanin Drezdenko |
| 1956      | Klasa A (Zielona Góra Grupa Północna)                                         | 8       | 18    | 14     | 27-57  | LZS Lubuszanin Drezdenko |
| 1957      | Klasa A (Zielona Góra Grupa Północna)                                         | 8       | 18    | 15     | 45-50  | LZS Lubuszanin Drezdenko |
| 1958      | Klasa A (Zielona Góra Grupa Północna)                                         | 8       | 14    | 6      | 27-53  | Lubuszanin Drezdenko     |
| 1959      | Klasa B (Gorzów Wielkopolski)                                                 | 4       | 18    | 21     | 60-35  | Lubuszanin Drezdenko     |
| 1960      | Klasa B (Gorzów Wielkopolski)                                                 | 3       | 22    | 34     | 77-38  | Lubuszanin Drezdenko     |
| 1960/1961 | Klasa B (Gorzów Wielkopolski)                                                 | 3       | 22    | 24     | 74-31  | Lubuszanin Drezdenko     |
| 1961/1962 | Klasa B (Gorzów Wielkopolski)                                                 | 2       | 20    | 33     | 70-15  | Lubuszanin Drezdenko     |
| 1962/1963 | Klasa B (Gorzów Wielkopolski)                                                 | 3       | 18    | 25     | 59-30  | Lubuszanin Drezdenko     |
| 1963/1964 | Klasa B (Gorzów Wielkopolski)                                                 | 1       | 22    | 39     | 93-26  | Lubuszanin Drezdenko     |
| 1964/1965 | Klasa A (Zielona Góra Grupa Północna)                                         | 7       | 22    | 21     | 39-62  | Lubuszanin Drezdenko     |
| 1965/1966 | Klasa A (Zielona Góra Grupa Północna)                                         | 7       | 20    | 16     | 36-45  | Lubuszanin Drezdenko     |
| 1966/1967 | Klasa A (Zielona Góra Grupa Północna)                                         | 5       | 20    | 20     | 43-46  | Lubuszanin Drezdenko     |
| 1967/1968 | Klasa A (Zielona Góra Grupa Północna)                                         | 13      | 24    | 13     | 32-63  | Lubuszanin Drezdenko     |
| 1968/1969 | Klasa B (Gorzów Wielkopolski)                                                 | 2       | 22    | 36     | 88-24  | Lubuszanin Drezdenko     |
| 1969/1970 | Klasa A (Zielona Góra Grupa Północna)                                         | 8       | 24    | 26     | 68-47  | Lubuszanin Drezdenko     |
| 1970/1971 | Klasa A (Zielona Góra Grupa Północna)                                         | 14      | 26    | 18     | 46-62  | Lubuszanin Drezdenko     |
| 1971/1972 | Klasa A (Zielona Góra Grupa Północna)                                         | 11      | 26    | 19     | 38-43  | Lubuszanin Drezdenko     |
| 1972/1973 | Klasa A (Zielona Góra Grupa Północna)                                         | 5       | 24    | 28     | 44-36  | Lubuszanin Drezdenko     |
| 1973/1974 | Klasa A (Zielona Góra Grupa Północna)                                         | 1       | 30    | 46     | 68-31  | Lubuszanin Drezdenko     |
| 1974/1975 | Klasa Międzypowiatowa (Zielona Góra)                                          | 9       | 30    | 29     | 38-51  | Lubuszanin Drezdenko     |
| 1975/1976 | Klasa A (Zielona Góra Grupa Północna)                                         | 1       | 22    | 36     | 49-20  | Lubuszanin Drezdenko     |
| 1976/1977 | Klasa A (Gorzów Wielkopolski)                                                 | 9       | 30    | 28     | 50-55  | Lubuszanin Drezdenko     |
| 1977/1978 | Klasa A (Gorzów Wielkopolski)                                                 | 10      | 26    | 21     | 35-55  | Lubuszanin Drezdenko     |
| 1978/1979 | Klasa A (Gorzów Wielkopolski)                                                 | 7       | 26    | 28     |        | Lubuszanin Drezdenko     |
| 1979/1980 | Klasa Okręgowa (Gorzów Wielkopolski)                                          | 5       | 26    | 29     | 43-34  | Lubuszanin Drezdenko     |
| 1980/1981 | Klasa Okręgowa (Gorzów Wielkopolski)                                          | 2       | 28    | 45     |        | Lubuszanin Drezdenko     |
| 1981/1982 | Klasa Okręgowa (Gorzów Wielkopolski)                                          | 1       | 30    | 48     |        | Lubuszanin Drezdenko     |
| 1982/1983 | III Liga grupa I (wielkopolska)                                               | 11      | 26    | 21     | 36-45  | Lubuszanin Drezdenko     |
| 1983/1984 | Klasa Okręgowa (Gorzów Wielkopolski)                                          | 1       | 30    | 50     | 63-16  | Lubuszanin Drezdenko     |
| 1984/1985 | III Liga grupa I (wielkopolska)                                               | 4       | 26    | 29     | 32-28  | Lubuszanin Drezdenko     |
| 1985/1986 | III Liga grupa I (wielkopolska)                                               | 5       | 26    | 28     | 24-23  | Lubuszanin Drezdenko     |
| 1986/1987 | III Liga grupa I (wielkopolska)                                               | 6       | 26    | 28     | 27-22  | Lubuszanin Drezdenko     |
| 1987/1988 | III Liga grupa I (wielkopolska)                                               | 5       | 26    | 27     | 28-23  | Lubuszanin Drezdenko     |
| 1988/1989 | III Liga grupa I (wielkopolska)                                               | 10      | 26    | 23     | 16-22  | Lubuszanin Drezdenko     |
| 1989/1990 | Klasa Makroregionalna (Poznań, Piła, Gorzów Wielkopolski, Koszalin, Szczecin) | 1       | 28    | 40     | 63-25  | Lubuszanin Drezdenko     |
| 1990/1991 | III Liga grupa (Poznańska)                                                    | 2       | 26    | 39     | 44-18  | Lubuszanin Drezdenko     |
| 1991/1992 | III Liga grupa (Poznańska)                                                    | 2       | 28    | 39     | 57-21  | Lubuszanin Drezdenko     |
| 1992/1993 | III Liga grupa III (Poznańska)                                                | 13      | 34    | 31     | 40-35  | Lubuszanin Drezdenko     |
| 1993/1994 | III Liga grupa VII (Poznańska)                                                | 11      | 38    | 38     | 51-35  | Lubuszanin Drezdenko     |
| 1994/1995 | III Liga grupa VII (Poznańska)                                                | 9       | 34    | 35     | 38-33  | Lubuszanin Drezdenko     |
| 1995/1996 | III Liga grupa VIII (Poznańska)                                               | 9       | 34    | 50     | 34-26  | Lubuszanin Drezdenko     |
| 1996/1997 | III Liga grupa I (Poznańska)                                                  | 2       | 34    | 64     | 52-32  | Lubuszanin Drezdenko     |
| 1997/1998 | III Liga (Szczecińska)                                                        | 9       | 34    | 54     | 53-36  | Lubuszanin Drezdenko     |
| 1998/1999 | IV Liga (Poznań, Gorzów Wielkopolski, Piła)                                   | 1       | 34    | 87     | 68-15  | Lubuszanin Drezdenko     |
| 1999/2000 | III Liga (Zachodnia)                                                          | 15      | 34    | 37     | 36-49  | Lubuszanin Drezdenko     |
| 2000/2001 | III Liga gr. III (Lubuskie, Dolny Śląsk, Opolskie, Śląsk)                     | 10      | 38    | 55     | 41-35  | Lubuszanin Drezdenko     |
| 2001/2002 | III Liga gr. III (Lubuskie, Dolny Śląsk, Opolskie, Śląsk)                     | 13      | 34    | 36     | 30-49  | Lubuszanin Drezdenko     |
| 2002/2003 | IV Liga (lubuska)                                                             | 3       | 34    | 64     | 68-27  | Lubuszanin Drezdenko     |
| 2003/2004 | IV Liga (lubuska)                                                             | 8       | 34    | 47     | 37-44  | Lubuszanin Drezdenko     |
| 2004/2005 | IV Liga (lubuska)                                                             | 3       | 34    | 65     | 48-31  | Lubuszanin Drezdenko     |
| 2005/2006 | IV Liga (lubuska)                                                             | 8       | 34    | 52     | 50-37  | Lubuszanin Drezdenko     |
| 2006/2007 | IV Liga (lubuska)                                                             | 11      | 30    | 34     | 40-55  | Lubuszanin Drezdenko     |
| 2007/2008 | IV Liga (lubuska)                                                             | 12      | 30    | 30     | 44-47  | Leśnik Drezdenko         |
| 2008/2009 | IV Liga (lubuska)                                                             | 12      | 30    | 31     | 32-60  | Leśnik Drezdenko         |
| 2009/2010 | Klasa Okręgowa (Gorzów Wielkopolski)                                          | 9       | 30    | 40     | 46-58  | Lubuszanin Drezdenko     |
| 2010/2011 | Klasa Okręgowa (Gorzów Wielkopolski)                                          | 9       | 30    | 39     | 51-59  | Lubuszanin Drezdenko     |
| 2011/2012 | Klasa Okręgowa (Gorzów Wielkopolski)                                          | 1       | 30    | 65     | 71-28  | Lubuszanin Drezdenko     |
| 2012/2013 | IV Liga (lubuska)                                                             | 12      | 30    | 36     | 34-66  | Lubuszanin Drezdenko     |
| 2013/2014 | IV Liga (lubuska)                                                             | 13      | 30    | 27     | 44-54  | Lubuszanin Drezdenko     |
| 2014/2015 | IV Liga (lubuska)                                                             | 7       | 30    | 44     | 47-46  | Lubuszanin Drezdenko     |
| 2015/2016 | IV Liga (lubuska)                                                             | 6       | 30    | 48     | 51-37  | Lubuszanin Drezdenko     |
| 2016/2017 | IV Liga (lubuska)                                                             | 11      | 34    | 38     | 63-69  | Lubuszanin Drezdenko     |
| 2017/2018 | IV Liga (lubuska)                                                             | 4       | 30    | 48     | 59-47  | Lubuszanin Drezdenko     |
| 2018/2019 | IV Liga (lubuska)                                                             | 14      | 30    | 26     | 39-62  | Lubuszanin Drezdenko     |
| 2019/2020 | Klasa Okręgowa (Gorzów Wielkopolski)                                          | 4       | 15    | 27     | 34-21  | Lubuszanin Drezdenko     |
| 2020/2021 | Klasa Okręgowa (Gorzów Wielkopolski)                                          | 3       | 32    | 72     | 78-15  | Lubuszanin Drezdenko     |
| 2021/2022 | Klasa Okręgowa (Gorzów Wielkopolski)                                          | 1       | 30    | 82     | 145-25 | Lubuszanin Drezdenko     |
| 2022/2023 | IV Liga (lubuska)                                                             | 6       | 34    | 55     | 80-47  | Lubuszanin Drezdenko     |
| 2023/2024 | IV Liga (lubuska)                                                             | 3       | 34    | 66     | 70-35  | Lubuszanin Drezdenko     |
| 2024/2025 | IV Liga (lubuska)                                                             | 17      | 34    | 33     | 44-66  | Lubuszanin Drezdenko     |